# Gmina Concord (hrabstwo Dubuque)

Położenie Gminy Concord w hrabstwie Dubuque

Gmina Concord (ang. Concord Township) – gmina w USA, w stanie Iowa, w hrabstwie Dubuque. Według danych z 2000 roku gmina miała 830 mieszkańców, a jej powierzchnia wynosi 94,28 km².